# Периге (округ)
Округ Периге (фр. Arrondissement de Périgueux) — округ у Франції, в департаменті Дордонь. 2023 року округ об'єднував 143 муніципалітети, населення становило 175 326 осіб.
Адміністративний центр (супрефектура) — Периге.

## Муніципалітети
Список муніципалітетів округу та їхні коди INSEE:
1. Агонак (24002)
2. Аллеман (24007)
3. Аннессе-е-Больє (24010)
4. Антонн-е-Тригонан (24011)
5. Бассіяк-е-Оберош (24026)
6. Белема (24034)
7. Бертрик-Бюре (24038)
8. Бопуїе (24029)
9. Борегар-е-Бассак (24031)
10. Боронн (24032)
11. Булазак-Іль-Мануар (24053)
12. Бур-де-Мезон (24057)
13. Бур-дю-Бост (24058)
14. Бурньяк (24059)
15. Бурру (24061)
16. Бутей-Сен-Себастьян (24062)
17. Валлерей (24562)
18. Валь-де-Луїр-е-Кодо (24362)
19. Вандуар (24569)
20. Ванксен (24564)
21. Вер (24571)
22. Верин-де-Вер (24576)
23. Вертеяк (24573)
24. Вілламблар (24581)
25. Вільтуре (24586)
26. Гран-Брассак (24200)
27. Грен-Борда (24208)
28. Гриньоль (24205)
29. Гу-Россіньоль (24199)
30. Дувіль (24155)
31. Дузіяк (24157)
32. Душап (24154)
33. Егліз-Нев-де-Вер (24160)
34. Егліз-Нев-д'Іссак (24161)
35. Егюранд-е-Гарддей (24165)
36. Еро-Крампс-Моран (24259)
37. Ескуар (24162)
38. Ешурньяк (24159)
39. Жор (24213)
40. Іссак (24211)
41. Камсегре (24077)
42. Клермон-де-Борегар (24123)
43. Комберанш-е-Епелюш (24128)
44. Корній (24135)
45. Крессак (24144)
46. Крессансак-е-Піссо (24146)
47. Кулуньє-Шам'є (24138)
48. Курсак (24139)
49. Кутюр (24141)
50. Ла-Дуз (24156)
51. Ла-Жеме-Понтеро (24216)
52. Ла-Рош-Шале (24354)
53. Ла-Тур-Бланш-Серкль (24554)
54. Ла-Шапель-Гонаге (24108)
55. Ла-Шапель-Грезіньяк (24109)
56. Ла-Шапель-Монтабурле (24110)
57. Лакропт (24220)
58. Ле-Леш (24234)
59. Ле-Пізу (24329)
60. Легіяк-де-л'Ош (24236)
61. Ліль (24243)
62. Люзіньяк (24247)
63. Манзак-сюр-Верн (24251)
64. Мансіньяк (24266)
65. Марсак-сюр-л'Іль (24256)
66. Менеспле (24264)
67. Монпон-Менестероль (24294)
68. Монрем (24295)
69. Монтагріє (24286)
70. Монтаньяк-ла-Крампс (24285)
71. Мулен-Неф (24297)
72. Мюссідан (24299)
73. Нантей-Оріак-де-Бурзак (24303)
74. Невік (24309)
75. Паркуль-Шено (24316)
76. Периге (24322)
77. Петі-Берсак (24323)
78. Пона (24318)
79. Поссак-е-Сен-Вів'ян (24319)
80. Разак-сюр-л'Іль (24350)
81. Риберак (24352)
82. Савіньяк-лез-Егліз (24527)
83. Салон (24518)
84. Саньяк (24312)
85. Сарльяк-сюр-л'Іль (24521)
86. Сегонзак (24529)
87. Сель (24090)
88. Сен-Бартелемі-де-Бельгард (24380)
89. Сен-Венсан-Жальмутьє (24511)
90. Сен-Венсан-де-Коннзак (24509)
91. Сен-Віктор (24508)
92. Сен-Жан-д'Ато (24424)
93. Сен-Жан-д'Естіссак (24426)
94. Сен-Жерак (24421)
95. Сен-Жермен-дю-Саламбр (24418)
96. Сен-Жорж-де-Монклар (24414)
97. Сен-Жуст (24434)
98. Сен-Ілер-д'Естіссак (24422)
99. Сен-Крепен-д'Оберош (24390)
100. Сен-Леон-сюр-л'Іль (24442)
101. Сен-Лоран-дез-Омм (24436)
102. Сен-Луїз-ан-л'Іль (24444)
103. Сен-Марс'яль-Вівероль (24452)
104. Сен-Марс'яль-д'Артансе (24449)
105. Сен-Мартен-де-Риберак (24455)
106. Сен-Мартен-де-Комб (24456)
107. Сен-Мартен-л'Астьє (24457)
108. Сен-Меар-де-Дрон (24460)
109. Сен-Медар-де-Мюссідан (24462)
110. Сен-Мем-де-Перероль (24459)
111. Сен-Мішель-де-Дубль (24465)
112. Сен-Мішель-де-Вілладе (24468)
113. Сен-Парду-де-Дрон (24477)
114. Сен-П'єрр-де-Шиньяк (24484)
115. Сен-Поль-Лізонн (24482)
116. Сен-Поль-де-Серр (24480)
117. Сен-Прива-ан-Перигор (24490)
118. Сен-Северен-д'Естіссак (24502)
119. Сен-Совер-Лаланд (24500)
120. Сен-Сюльпіс-де-Руманьяк (24504)
121. Сен-Фрон-де-Праду (24409)
122. Сент-Акієн (24371)
123. Сент-Аман-де-Вер (24365)
124. Сент-Андре-де-Дубль (24367)
125. Сент-Астьє (24372)
126. Сент-Етьєнн-де-Пюїкорб'є (24399)
127. Сент-Оле-Пюїмангу (24376)
128. Серванш (24533)
129. Сорж-е-Ліге-ан-Перигор (24540)
130. Сурзак (24543)
131. Сьйорак-де-Риберак (24537)
132. Токан-Сент-Апр (24553)
133. Треліссак (24557)
134. Фулекс (24190)
135. Шаланьяк (24094)
136. Шампань-е-Фонтен (24097)
137. Шамсевінель (24098)
138. Шанселад (24102)
139. Шантерак (24104)
140. Шапдей (24105)
141. Шассень (24114)
142. Шато-л'Евек (24115)
143. Шерваль (24119)